# 신의주청년역
신의주청년역(新義州靑年驛)은 조선민주주의인민공화국 평안북도 신의주시에 있는 철도역이며 평의선(경의선)의 종착역이다. 대한민국에서는 보통 '신의주역'으로 알려져 있으나, 조선민주주의인민공화국 당국에 의해 변경된 현재의 정식 역명은 '신의주청년역'이다.
조중우의교를 거쳐 중화인민공화국 랴오닝성 단둥(단둥역)으로 철도가 연결되어 있다.

## 연혁
- 1911년 11월 1일 : 기존의 신의주역을 신의주하급소역으로 개칭하고 신의주역을 현재 위치에 새로이 개업함. 이 결과 신의주역과 신의주하급소역 구간(강안선)이 본선과 분리됨. 압록강철교(조중우의교)의 완성으로 신의주역은 안둥역(단둥역)과 연결됨.[1]

## 역 구조
2면 3선(단선 + 섬식)의 승강장이 있는 역이다.

## 인접한 역
| 평의선             | 평의선 | 평의선    |
| ------------------ | ------ | --------- |
| 남신의주 평양 방면 | 평의선 | 시·종착역 |